# Kasteel De Berckt
Kasteel de Berckt (Berkt) is een kasteel gelegen aan de oude Romeinse heerweg in Baarlo, tussen Kessel en Venlo in de Nederlandse provincie Limburg. Alhoewel de Berckt al in de 12e en 13e eeuw wordt genoemd, is het niet duidelijk of het hier om een kasteel gaat of slechts een landgoed. Godefridus van Eyll wordt in 1279 genoemd als eigenaar. De Berckt wordt verheven in 1326 (door Tilman van Eyll). De familie van Eyll was tot aan het einde van de 16e eeuw de rijkste familie van Baarlo.
Agnes van Crieckenbeek schonk het goed in 1594 als bruidsschat aan Godfried van Hardenraet. Johanna Aleida van Hardenraet gaf in 1671 het huis aan haar man Lambert van Pollaert, heer van Aldeneyk. Na diens dood trad Aleida in het huwelijk met baron Hans Frederik de Rhoe d'Obsinnich, familie van de heren van Elen, Kasteel Sipernau).
Hans Frederik baron de Rhoe d'Obsinnich, heer van Baarlo, was luitenant-generaal in dienst van de Republiek der Verenigde Provinciën en stierf in de oorlog in Portugal, in 1704. Zijn dochter, Eva Thérèse Florentine, barones de Rhoe d'Obsinnich, huwde in 1707 op het kasteel van Olne (graafschap Dalhem, thans provincie Luik) met rijksbaron Willem II (Guillaume-Philippe) d'Olne en overleed aldaar in 1754. Kasteel De Berckt draagt in de gevel van het poortgebouw nog het alliantiewapen van Eva Rhoe van Obsinnich en Guillaume-Philippe d'Olne.
Het toen aanwezige 16e-eeuwse kasteel in renaissancestijl werd in 1830 in neoclassicistische stijl herbouwd. Van het eerdere gebouw zijn nog enkele fundamenten zichtbaar in de kelders van het huidige gebouw. Van het vroegere voorhof is nog een bakstenen vleugel uit het eerste kwart van de 18e eeuw over. 
Van 1901 tot 1922 was het kasteel in gebruik als een klooster voor een orde van Franse karmelietessen. Tot aan de tweede helft van de 20e eeuw heeft het kasteel onderdak geboden aan een opeenvolging van verschillende kloosterorden. Aan deze periode herinneren voornamelijk de langgerekte kloostervleugel welke de poortvleugel met het kasteel verbindt, en de kapel in traditionalistische stijl, half ingebouwd in het hoofdgebouw. In 1981 en 1982 is het kasteel gerestaureerd.
In 1995 is het kasteel verkocht aan de familie Nagels, die in het kasteel een evenementen- en congrescentrum vestigden met mogelijkheden voor het laten overnachten van grote gezelschappen. Op het landgoed achter het kasteel is recentelijk een grote extra groepsaccommodatie tot stand gekomen, deels gebouwd met stenen afkomstig van de vestingwerken van Venlo, vrijgekomen na de aanleg van de Maasboulevard.